# Bezalel Bar-Kochva
Bezalel Bar-Kochva (hebräisch בצלאל בר-כוכבא; * 1. Januar 1941 in Tel Aviv) ist emeritierter Professor am Institut für Jüdische Geschichte der Universität Tel Aviv. Bar-Kochvas Forschung konzentriert sich auf das hellenistische Judäa, das Diasporajudentum und das Seleukidenreich. Insbesondere hat er ausführlich über die Militärgeschichte des Makkabäeraufstands sowie über griechische Ansichten über das Judentum und die jüdische Anpassung an die griechische Kultur während der hellenistischen Ära geschrieben.
Bar-Kochvas Familie gehörte der revisionistischen Bewegung innerhalb des Zionismus an. Als Kind erhielt er an Jeschiwot eine religiöse Ausbildung, einschließlich eines umfassenden Studiums des Talmud. Bar-Kochva absolvierte den obligatorischen Dienst in der israelischen Armee.  Er studierte daraufhin Klassische Philologie an der Hebräischen Universität Jerusalem und Jüdische Geschichte an der Universität Tel Aviv. Sein Studium schloss er mit einem Master an der Hebräischen Universität Jerusalem mit Auszeichnung ab. Bar-Kochva studierte von 1969 bis 1972 an der University of Cambridge, wo er mit der Arbeit The Organization and Social Structure of the Seleucid Army bei Guy Thompson Griffith promoviert wurde.
1973 wurde Bar-Kochva zum Dozenten an der Universität Tel Aviv und 1980 zum ordentlichen Professor ernannt, wo er bis zu seiner Emeritierung 2011 tätig war.
Bar-Kochva ist verheiratet und hat zwei Töchter.

## Veröffentlichungen
Bar-Kochva hat fünf Bücher und ungefähr achtzig wissenschaftliche Zeitschriftenartikel geschrieben, die sich im Allgemeinen auf das Judentum der Zeit des Zweiten Tempels, die hellenistische Welt und ihre Überschneidungen konzentrieren.
- Bezalel Bar-Kochva: The Seleucid Army. Cambridge University Press, 1976, ISBN 978-0-521-20667-9 (englisch).
- Bezalel Bar-Kochva: התקופה הסלווקית בארץ־ישראל : מחקרים ועיונים בגזירות הדת ומרד החשמונאים. הקיבוץ המאוחד והמדור לידיעת הארץ בתנועה הקיבוצית, 1979 (hebräisch, google.de).
- Bezalel Bar-Kochva: Judas Maccabaeus: The Jewish Struggle Against the Seleucids. Cambridge University Press, 1989, ISBN 0-521-32352-5 (englisch).
  - publiziert 1980 als מלחמות החשמונאים  ("The Battles of the Hasmoneans, the Era of Judah Maccabee") before the 1989 revision and official translation.
- Bezalel Bar-Kochva: Pseudo Hecataeus, "On the Jews": Legitimizing the Jewish Diaspora. University of California Press, 1996, ISBN 978-0-520-26884-5 (englisch).
- Bezalel Bar-Kochva: The Image of the Jews in Greek Literature: The Hellenistic Period. University of California Press, 2010, ISBN 978-0-520-94363-6 (englisch).

## Auszeichnungen
Sein Buch The Image of the Jews in Greek Literature wurde in mehreren Listen der besten wissenschaftlichen Bücher des Jahres 2010 zitiert. Bar-Kochva wurde 2013/2014 mit dem Humboldt-Preis ausgezeichnet.